# Koningsdijk (dijk)
De Koningsdijk, gelegen tussen het Spaans Kwartier, een wijk van De Klinge, en Kieldrecht, werd gebouwd na de Vrede van Münster in 1648. Met dit verdrag liep de Tachtigjarige Oorlog tussen de Nederlanden en Spanje ten einde. In 1664 werd de grens tussen de noordelijke en de zuidelijke Nederlanden definitief vastgesteld. De grens liep dwars door de Kieldrechtpolder. De dijk is geen inpolderingsdijk maar moest verhinderen dat bij nieuwe onlusten de Staatsen de hele Kieldrechtpolder onder water zouden zetten door de sluizen aan hun zijde van de grens in Zeeuws-Vlaanderen te openen.
De Koningsdijk ligt pal langs de grens België - Nederland. Hij is beplant met populieren en wordt gedeeltelijk begraasd door koeien. Aan de voet van de dijk, langs de Vlaamse kant, liggen dijkputten, waar zand en klei gedolven werd voor de aanleg van dit vier kilometer lange kunstwerk.
Het provinciebestuur van Oost-Vlaanderen heeft in 2012–2013 op de dijk een fietspad aangelegd. De onsluiting van de Koningsdijk is opgenomen in een Europees Interreg project Staats-Spaanse Linies waarin o.a. de provincies Oost-, West-Vlaanderen en Zeeland partners zijn. Dit project beoogt vooral  een toeristische opwaardering en ontsluiting van de fortengordel langs de grens, van de kust tot Antwerpen. Door het project krijgt de gemeente Sint-Gillis-Waas de kans kans om het cultuurhistorische, landschappelijke en ecologische patrimonium van de gemeente met steun van de Europese gemeenschap te versterken.

## Galerij

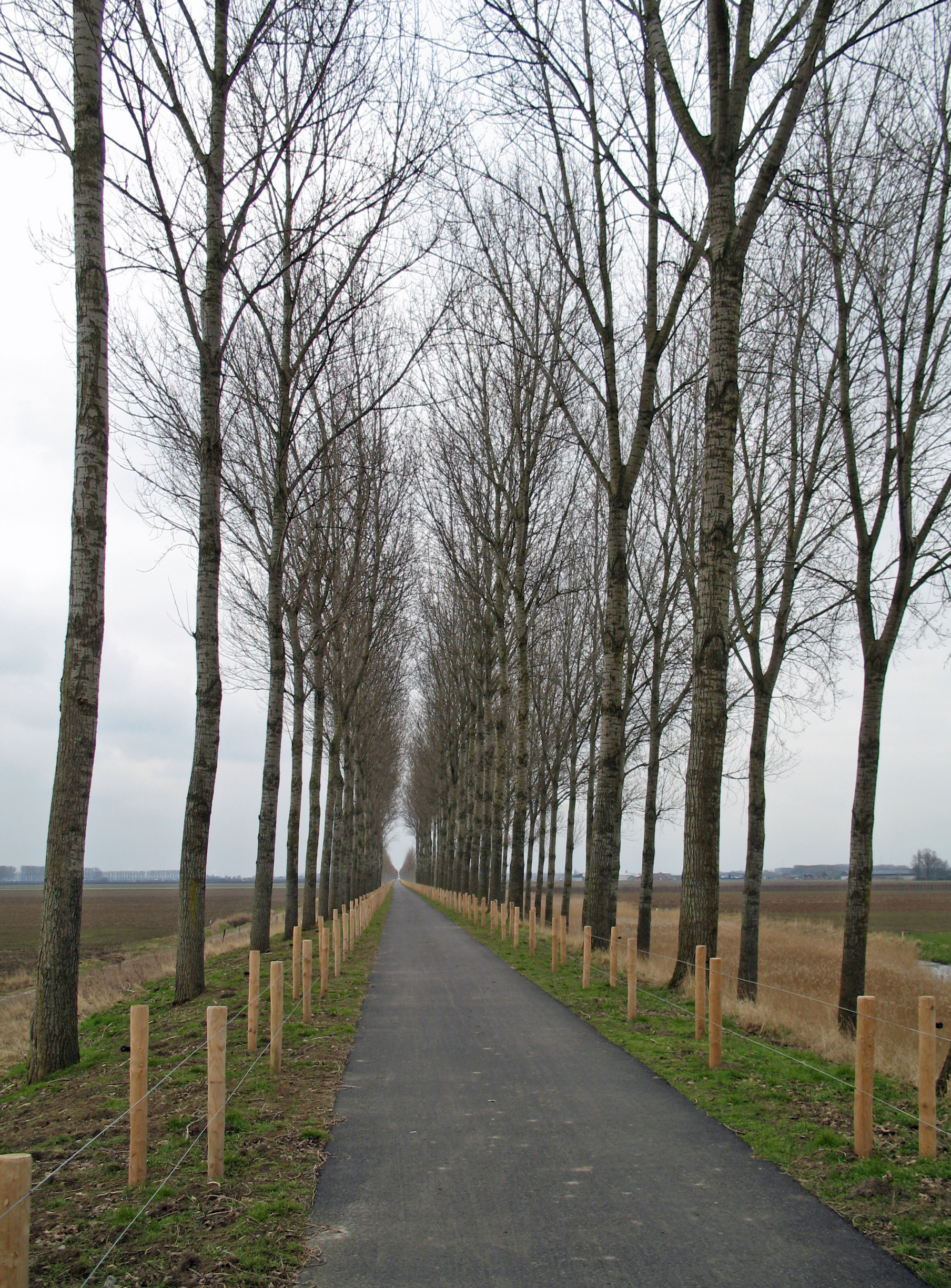
Koningsdijk met fietspad, bij Fort Bedmar in de richting van Kieldrecht en Nieuw-Namen (2013)
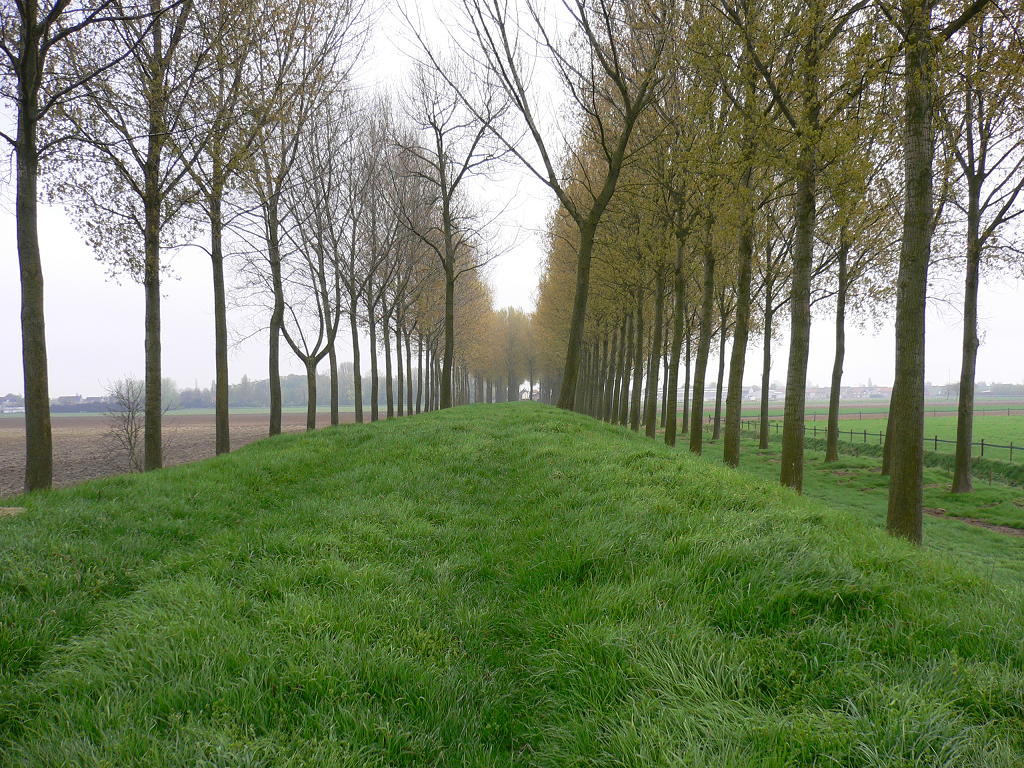
Koningsdijk in de lente (2009)
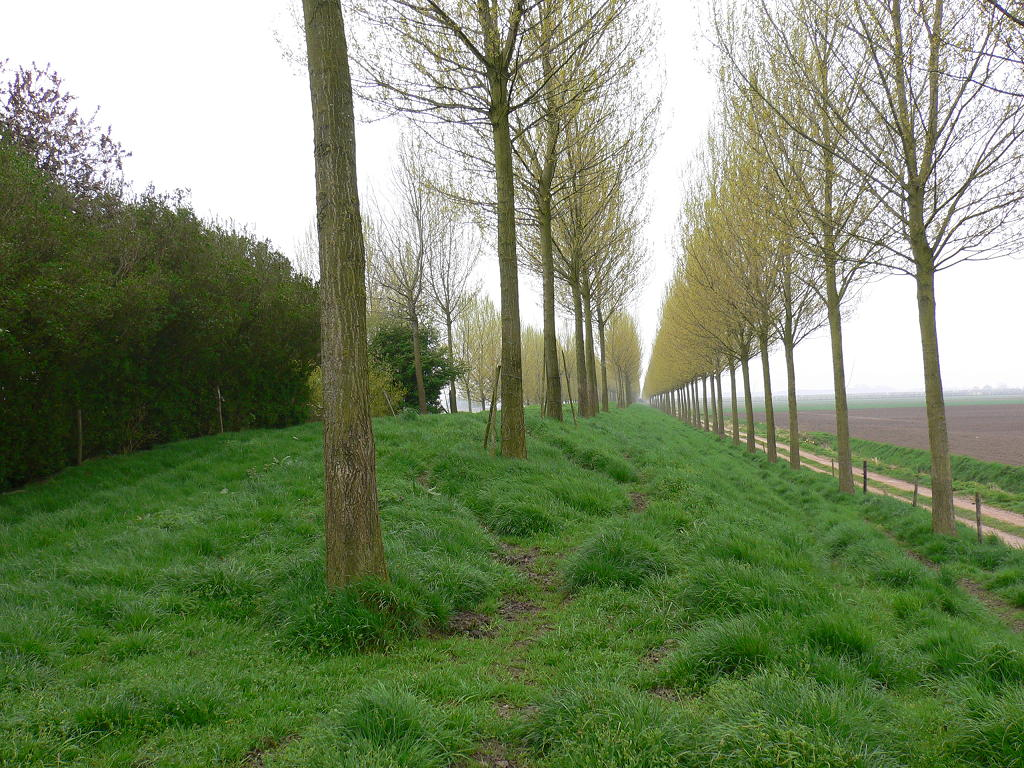
Koningsdijk in de lente, zijaanzicht (2009)